# ATO Records
According to Our Records (ou ATO Records) foi fundada no início de 2000 por Dave Matthews (da Dave Matthews Band), Coran Capshaw, Tetzeli Chris e Michael McDonald como uma divisão da RCA Records. ATO Records é baseada em Nova Iorque e atualmente distribui seus registros por meio da RED Distribution, braço de distribuição da Sony Music.
Atualmente a ATO Records representa um grupo diversificado de artistas. A missão da ATO Records é o pleno desenvolvimento de cada artista e cada lançamento com o tempo e atenção suficientes. Segundo seu site oficial "não há nenhum cronograma, mas há um plano para construir o selo de qualidade dos músicos."
O primeiro sucesso da gravadora foi com David Gray, cujo álbum White Ladder ganhou aclamação da crítica e popularidade nos Estados Unidos, bem como no exterior. O single "Babylon" subiu nas paradas nos Estados Unidos e proporcionou uma boa introdução para a gravadora no negócio da música.
Em novembro de 2007, a Billboard confirmou que a ATO lançaria o sétimo álbum do Radiohead, In Rainbows, por meio da TBD Records nos Estados Unidos. O álbum foi lançado em 1 de janeiro de 2008, um dia após o lançamento do álbum pela XL Recordings no Reino Unido.

## Artistas atuais
ATO Records
- Alberta Cross
- Ben Kweller
- Bobby Long
- Brendan Benson
- Crowded House
- Danny Barnes
- Dawes
- Drive-By Truckers
- Fiction Family
- The Fireman
- Gomez
- Jem
- The John Butler Trio
- Lisa Hannigan
- Liz Phair
- Mike Doughty
- My Morning Jacket
- Rodrigo y Gabriela
- Signal Hill Transmission
- Vusi Mahlasela
- The Whigs
- Widespread Panic

TBD Records
- 22-20s
- Autolux
- Hatcham Social
- Other Lives
- Port O'Brien
- Radiohead
- White Rabbits

## Ex-artistas
- Chris Whitley
- David Gray
- Gov't Mule
- North Mississippi Allstars
- Orbital
- Patty Griffin

- Este artigo foi inicialmente traduzido, total ou parcialmente, do artigo da Wikipédia em inglês cujo título é «ATO Records», especificamente desta versão.